# Chiesa di San Michele Arcangelo (Mezzanego)
La chiesa di San Michele Arcangelo è un luogo di culto cattolico situato nella frazione di Vignolo, in via Piano Gava, nel comune di Mezzanego nella città metropolitana di Genova. La chiesa è sede della parrocchia omonima del vicariato di Sturla e Graveglia della diocesi di Chiavari.

## Storia e descrizione

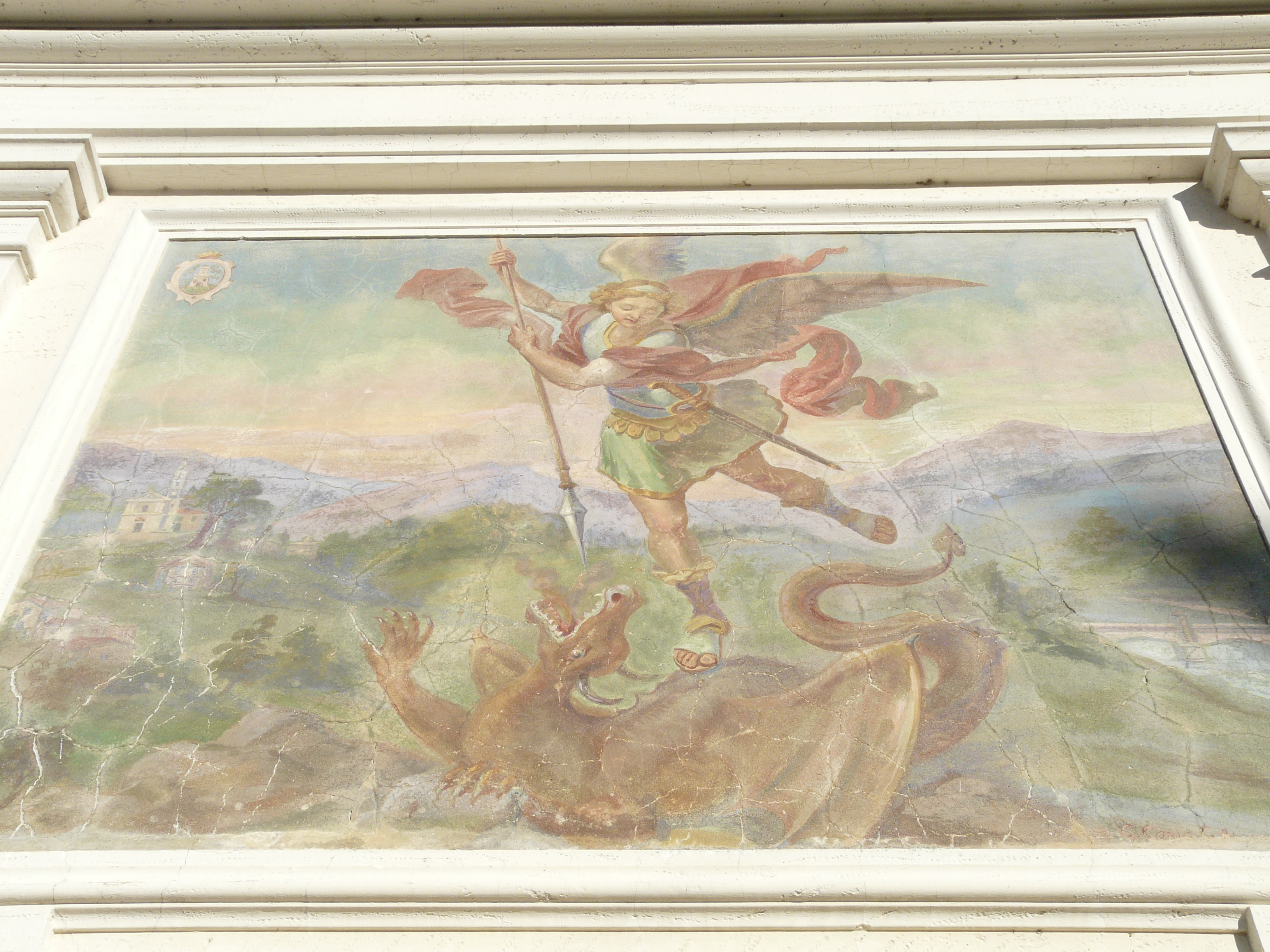
Particolare dell'affresco raffigurante l'arcangelo Michele, presente sulla facciata.

Eretta nel XVII secolo, presenta un campanile con cupola in ardesia.
La sua parrocchia fu istituita nel XII secolo ed era assoggettata alle dipendenze monastiche dell'abbazia di Borzone.
Fu elevata al titolo di Prevostura il 25 luglio del 1937 dal vescovo della diocesi di Chiavari monsignor Emilio Casabona.